# Rumuński Instytut Kultury w Warszawie
Rumuński Instytut Kultury w Warszawie (Institutul Cultural Român de la Varșovia) − instytucja promocji kultury rumuńskiej w Warszawie.
Instytut został powołany w 2006. Jest jednym z 18 instytutów kultury rumuńskiej funkcjonujących poza granicami kraju. Działa na rzecz szerzenia wiedzy o Rumunii, przybliżając język i kulturę rumuńską oraz ułatwiając wymianę partnerską i kulturową pomiędzy Polską a Rumunią. Instytut w Warszawie realizuje z własnej inicjatywy, lub w porozumieniu z polskimi instytucjami publicznymi i prywatnymi, wydarzenia kulturalne z różnych dziedzin: muzyka, film, taniec, teatr, sztuki wizualne, literatura i inne. Prowadzi również działania z zakresu dyplomacji kulturalnej.  
Wśród corocznych wydarzeń organizowanych przez RIK znajdują się m.in. Przegląd Nowego Kina Rumuńskiego w największych polskich miastach oraz Festiwal Kultury Rumuńskiej w Krakowie. Placówka aktywnie uczestniczy w targach książek w całej Polsce: Rumunia była  gościem honorowym targów warszawskich (2019) oraz wrocławskich (2023).   
Rumuński Instytut Kultury jest odpowiedzialny za przygotowanie i realizację programu Sezonu Kulturalnego Rumunia - Polska 2024-2025 wraz rumuńskim Ministerstwem Kultury, polskim Ministerstwem Kultury i Dziedzictwa Narodowego oraz Instytutem Adama Mickiewicza, przy wsparciu Instytutu Polskiego w Bukareszcie.   

## Dyrektorzy
- 2006-2010 - Dorian Branea
- 2011-2019 - Sabra Daici
- od 2022 - Ovidiu Dajbog-Miron

## Siedziba
Mieścił się w kamienicy Ormiańskiej przy ul. Krakowskie Przedmieście 47-51, a od 2014 w budynku Ambasady Rumunii przy ul. Fryderyka Chopina 10.  